# STS-85
STS-85 — 86-й полёт многоразового транспортного космического корабля в рамках программы Спейс Шаттл и 23-й космический полёт «Дискавери», произведен 7 августа 1997 года. Астронавты провели в космосе около 12 суток, шаттл приземлился в Космическом центре Кеннеди 19 августа 1997 года.
В программу полёта входили: выведение на орбиту и возвращение спутника для исследований атмосферы Земли CRISTA-SPAS, отработка прототипа манипулятора для японского модуля МКС и другие эксперименты.

## Экипаж
- (НАСА): Кёртис Браун (4)[3] — командир;
- (НАСА): Кент Роминджер (3) — пилот;
- (НАСА): Нэнси Дейвис (3) — руководитель работ с полезным грузом, специалист полёта 1;
- (НАСА): Стивен Робинсон (1) — специалист полёта 2;
- (НАСА): Роберт Кербим (1) — специалист полёта 3;
- (ККА): Бьярни Триггвасон (1) — специалист по полезной нагрузке.

Первоначально пилотом в этой мисси был назначен Джеффри Эшби, но по личной просьбе, в связи с тяжёлой болезнью жены, был заменён и назначен пилотом миссии STS-93.

## Описание полёта

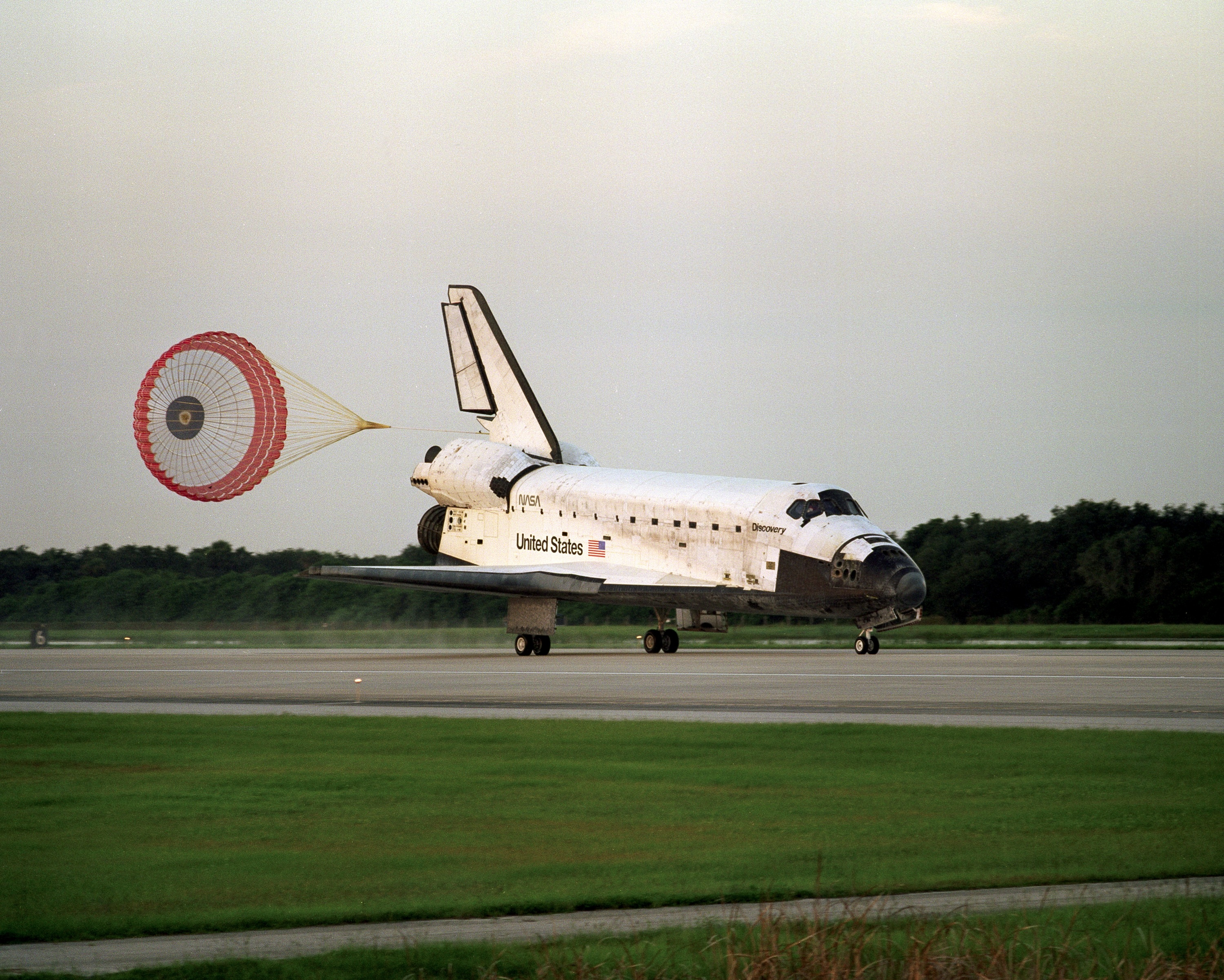
Посадка Дискавери

## Параметры полёта
- Вес: 9191 кг (полезная нагрузка)
- Перигей: 249 км
- Апогей: 261 км
- Наклонение: 57,0°
- Период обращения: 89,6 мин